# Katedra w Portsmouth
Katedra w Portsmouth (ang. Portsmouth Cathedral lub Cathedral Church of St Thomas of Canterbury) – katedra diecezji Portsmouth Kościoła Anglii.
Pierwotnie była to kaplica zakonu augustianów. Kościół parafialny od 1327 roku i katedra od 1927 roku. Kaplica ufundowana około 1180 roku przez Jeana de Grisors. Prezbiterium pochodzi zapewne z około 1180-1190, transepty z koło 1190-1220. Stara wieża katedralna i nawa główna zniszczona i zastąpiona przez nową nawę i zachodnią wieżę w latach 1683–1693. Latarnia z kopułą dodane w 1703 roku. Przebudowy i prace restauracyjne wykonane w XVIII i XIX wieku. Dobudowy wykonane w latach 1935–1939 przez Sir Charlesa Nicholsona i w latach 1990–1991 (przedłużenie od strony zachodniej) przez Michaela Drury'ego z Winchesteru.